# 沃兹涅谢尼耶
沃兹涅谢尼耶（羅馬化：Voznesenʹye）是俄罗斯列宁格勒州的市级镇，属波德波罗日耶区，地处列宁格勒州东北部，位于斯维里河流出奥涅加湖的源头处，在区行政中心波德波罗日耶、州府圣彼得堡及加特契纳东北方，靠近该州与沃洛格达州、卡累利阿共和国的边界。
1935年设工人村（市级镇）。该地2021年人口有2,167人；2010年人口2,425；2002年人口2,817；1989年人口3,123。